# Jean-Baptiste Volcler
Jean-Baptiste Volcler (geb. 21. Dezember 1760 in Désertines; gest. um 1830 in Abbeville) war ein französischer Priester und Staatsanwalt während der Französischen Revolution.

## Leben
Er wurde geboren als Sohn des Rechtsanwalts Louis Volcler. Zu Beginn der Französischen Revolution war er Pfarrer in Lassay-les-Châteaux und blieb dies, bis 1791 die Religionsausübung abgeschafft wurde. Danach wurde er Bürgermeister von Lassay-les-Châteaux, später Staatsanwalt.
Als der Terreur aufkam, wurde Volcler Ankläger der Commission militaire révolutionnaire du département de la Mayenne, eines Ausnahmegerichts im Département Mayenne, das aufgrund des Aufstandes der Vendée begründet wurde. In dieser Funktion klagte er unter anderem die vierzehn Märtyrer von Laval, in der Mehrzahl greise oder körperlich stark beeinträchtigte Priester an, die noch am selben Tage durch die Guillotine hingerichtet wurden. Unter ihnen war auch sein ehemaliger Lehrer François Migoret-Lamberdière. Auf seine Anklagen hin wurden zwischen dem 5. Januar und dem 2. November 1794 in 150 Verfahren durch die Kommission 328 Todesurteile ausgesprochen. Nach der Einführung des Revolutionstribunals kehrte er im April 1794 nach Lassay zurück und wurde dort Bürgermeister. Im November 1794 wurde er abgesetzt, er zog sich nach Abbeville zurück und heiratete dort die 22-jährige Émilie Riquier, Tochter eines städtischen Beamten in Abbeville.
Jean-Baptiste Volcler starb um 1830 als Obdachloser in einem Übernachtungshaus, seine Frau starb 1844.